# Délégation du gouvernement en Galice
La délégation du gouvernement en Galice est un organe du ministère de la Politique territoriale. Le délégué représente le gouvernement de l'Espagne dans la communauté autonome de Galice.

## Structure

### Siège
Le siège de la délégation du gouvernement en Galice se situe au 11 place d'Orense à La Corogne, ville siège du gouvernement régional.

### Sous-délégation
Le délégué du gouvernement en Galice est assisté de quatre sous-délégués du gouvernement. Il existe une sous-délégation dans chaque province de la communauté autonome :
- sous-délégation du gouvernement dans la province de La Corogne (Avenida De la Marina, 23, 15001-La Corogne) ;
- sous-délégation du gouvernement dans la province de Lugo (Calle Armanyuá, 10, 27001-Lugo) ;
- sous-délégation du gouvernement dans la province d'Orense (Calle Parque San Lázaro, 1, 32003-Orense) ;
- sous-délégation du gouvernement dans la province de Pontevedra (Plaza De España, S/N, 36002-Pontevedra).

## Titulaires
| Délégués | Délégués                               | Dates du mandat | Dates du mandat | Parti |
| -------- | -------------------------------------- | --------------- | --------------- | ----- |
|          | Domingo García Sabell                  | 21/08/1981      | 18/05/1996      | PSOE  |
|          | Juan Miguel Diz Guedes                 | 18/05/1996      | 13/05/2000      | PP    |
|          | Arsenio Fernández de Mesa Díaz del Río | 13/05/2000      | 31/01/2004      | PP    |
|          | Manuel Ameijeiras Vales                | 24/04/2004      | 25/04/2009      | PSOE  |
|          | Antón Louro Goyanes                    | 28/04/2009      | 02/04/2011      | PSOE  |
|          | Miguel Ángel Cortizo Nieto             | 02/04/2011      | 15/10/2011      | PSOE  |
|          | José Manuel Pose Mesura                | 15/10/2011      | 06/01/2012      | PSOE  |
|          | Samuel Jesús Juárez Casado             | 06/01/2012      | 15/11/2014      | PP    |
|          | Santiago Villanueva Álvarez            | 15/11/2014      | 19/06/2018      | PP    |
|          | Javier Losada de Azpiazu               | 19/06/2018      | 31/03/2021      | PSOE  |
|          | José Manuel Miñones Conde              | 31/03/2021      | 28/03/2023      | PSOE  |
|          | José Ramón Gómez Besteiro              | 29/03/2023      | 14/05/2023      | PSOE  |
|          | Pedro Blanco Lobeiras                  | 14/05/2023      | En fonction     | PSOE  |